# Robert Peliza
Robert Peliza, né le 16 novembre 1920, et mort le 12 décembre 2011 à 91 ans, fut Premier Ministre de Gibraltar du 6 août 1969 au 25 juin 1972.

## Biographie
Il a fondé et dirigé le Parti de l'intégration avec le Royaume-Uni et a été le deuxième ministre en chef du Gibraltar, en poste du 6 août 1969 au 25 juin 1972. Il a été l'un des membres de la Conférence constitutionnelle présidée par Malcolm Shepherd, second baron de Shepherd en 1968, qui a rédigé la première constitution de Gibraltar. [3] Peliza a également été président de la Chambre d'assemblée de Gibraltar de 1992 à 1996 et colonel honoraire du Royal Gibraltar Regiment de 1993 à 1999. [4]
Peliza est décédée le 12 décembre 2011 à l'hôpital St Bernard de Gibraltar à l'âge de 91 ans.